# ガクエン退屈男
『ガクエン退屈男』は永井豪による日本の漫画作品。

## 概要
講談社『週刊ぼくらマガジン』1970年2/17号から9/22号に連載された。
マカロニ・ウェスタンと1960年代から1970年代初頭の学生運動にヒントを得た作品で、日本中の教育機関（大学から幼稚園まで）において、学生（生徒・児童・幼児）と教育者（官僚・教師・PTA）が敵対し、武器を持って全面戦争に陥っている、という設定に則っている。
題名は佐々木味津三による時代小説、および小説を原作とした時代劇映画シリーズ、テレビドラマ時代劇の『旗本退屈男（はたもとたいくつおとこ）』から借用しており、主人公の名も「早乙女主水之介（さおとめもんどのすけ、『旗本退屈男』の主人公）」をもじった「早乙女門土（さおとめもんど）」であり、トレードマークの眉間の傷まで拝借している。
ギャグマンガとしてスタートしたが、連載中盤より暴力、あるいはそこから生まれる殺戮そのものを描くことへと主眼が移っていった。それとともにサブの主人公であった、美形の青年・身堂竜馬の存在が大きく立ち上がる。また、ヒロイン級のキャラクターとして怪力無双の美少女・錦織つばさが登場。門土・竜馬・つばさをリーダーとするゲリラと「権力」が対峙する構図となる。クライマックスの前段で身堂視点の話となり、「美と醜」「リアルとフェイク」というテーマが突如現れ、後に永井が描く悪魔的作品に連なるモチーフが展開された。
作者は相前後した作品『ハレンチ学園』や『あばしり一家』とともにこの作品で、暴力の百花繚乱ともいうべき世界観を提示、当時の「ギャグマンガ」の範疇から逸脱した「永井豪とダイナミックプロ」的な世界観を作り上げた。さらに、これら人間同士が衝突した時に避けられない暴力性・残酷性が後年の『デビルマン』・『バイオレンスジャック』へと繋がっていく。
一定の人気を得ていたが、血みどろ学園編の途中でチーフアシスタントだった石川賢が日本一周ヒッチハイク旅行の為にダイナミックプロを退社。多数の連載を抱えていた永井は石川抜きで続けるのは無理だと判断し、連載を終了させた。
また、『バイオレンスジャック』には、永井豪作品の主要キャラクターが多数登場するのだが、その中でもこの作品の主要キャラは『バイオレンスジャック』全編を通じて登場し、作品の中でも極めて重要な役割を担っている。
その他、講談社の『スーパーロボット大戦トリビュート』（全3巻）で連載された漫画作品「真ゲッターロボ!! 異聞 Try to Remember」（作画：松本久志　脚本：今川泰宏）において、本作の登場人物である三泥と地獄が登場している。

## あらすじ
1960年代後半に起こった学生運動の波は、1970年代に入っても衰えることを知らず、上は大学、下は幼稚園から保育園にまで日本のあらゆる教育機関に広がっていた。政府はガキども（学生、生徒、児童、幼児）に教育を施すべく、教育者に圧倒的な権力を授けることを決定する。即ち、教育者の武装許可と、教育者が学生を殺す許可である。
学生側もこれに呼応するように武装化が進み、教育ウエスタン時代と呼ばれるようになっていた。
わるのり学園編
早乙女門土と身堂竜馬は、学園が雇った用心棒に紛れ込んで、わるのり学園に転校してくる。
門土は生徒を焚きつけ、壮絶な抗争の末、生徒側が勝利。門土は校長以下、全教師を処刑する。竜馬はそんな門土の凶行を止めに入り、対立。決闘の様相を呈する。
そこに賞金稼ぎの集団が襲撃。竜馬は逃げたが、門土はあっさりと賞金稼ぎを殺し、逃げた賞金稼ぎを追跡。生徒たちは、竜馬が逃げたことを指摘し、門土と比較する発言をしたが、その言葉が、竜馬のプライドを傷つけた。
賞金稼ぎを殺して戻ってきた門土が見たのは、死に行くわるのり学園の生徒たちだった。
血みどろ学園編
錦織つばさが率いる「つばさ党」は現金輸送車で運ばれている教師の給料を強奪した。血みどろ学園校長の三泥虎の助はつばさ党対策に出る。不死身の怪物「地獄」によって、錦織つばさは虎の助に捕えられ、「悪魔の館」と呼ぶ屋敷に監禁されてしまう。虎の助は早乙女門土と身堂竜馬に決闘状を送りつけた。早乙女門土は、つばさを救い出すため（その実は、ゲリラ狩り最強と呼ばれる地獄との戦いのため）、指定された場所へと向かい、激闘の果てに地獄を倒す。
一方、身堂竜馬は門土と地獄、虎の助との決闘の隙に、「悪魔の館」に虎の助のふりをして忍び込んだが、戻ってきた虎の助に捕えられる。身堂派学生ゲリラも校長が留守の間に血みどろ学園へと攻め込んだ。しかし、血みどろ学園からは解放するはずの生徒が出てきて、身堂派学生ゲリラを撃ち殺し全滅させた。
燃える「悪魔の館」に捕えられていた竜馬を門土が救出に来るが、館はゲリラ狩り部隊に取り囲まれる。例え降伏したとしても、虎の助が命を助けてくれるはずもなく、門土、竜馬、つばさの3人は歓喜の表情を浮かべ、戦いの場へと向かって行くのだった。

## 登場人物
早乙女 門土
名の売れた学生ゲリラ。数多くの学校を教師から解放してきたが、その実態は、一種の戦闘狂であり、戦いたい、殺したいがために学園解放の闘争を引き起こしている。
身堂 竜馬
名の売れた学生ゲリラ。早乙女門土と同様に数多くの学校を教師から解放してきた。
比較的に生徒に親身だった女教師（生徒を廊下に立たせる程度）に対しても、苛烈な仕打ちを行う門土とは、一触即発の状態にまでなる。
しかし、プライドを傷つけられると、門土以上の残虐性を表に出す。
本名は三泥竜馬であり、虎の助（後述）の父親が、虎の助そっくりに造りあげた人造人間である。
錦織 つばさ
「つばさ党」という女学生ゲリラ団を率いて、現金輸送される教師の給料を強奪する。姿に似合わぬ怪力の持ち主で、手錠を引きちぎることもできる。
虎の助の罠にはまり捕まってしまう。
江戸門 団鉄
「文部庁」が特別に派遣した、学園紛争鎮圧の名手。門土が殺害した校長の後任として、わるのり学園の校長に就任する。
捕えていた竜馬を公開処刑にすることで門土をおびき出そうとするが、門土は竜馬の救出には現れず、教師らの注意が竜馬に集まっている隙に学園内の武器を奪われる。最後は門土に捕えられ、処刑される。
三泥 虎の助
血みどろ学園の校長。顔を包帯巻きで覆っている。
親の愛情を欲した竜馬に硫酸を掛けられたため、顔の右半分が焼け爛れている。残された左半分は身堂竜馬とうり二つである。
血みどろ学園の生徒は学園を慕っており、「解放」の名目で攻め入ってきた身堂派の学生ゲリラを撃退している。
つばさを捕えていた屋敷の住人らは虎の助を「やさしい心を持ったご主人」と呼んでおり、竜馬を「心の冷たい三泥竜馬」と呼んでいる。
地獄
三泥虎の助の手下。事故により名前など過去の記憶を失っているが、その凶暴性と不死性は失われていない。早乙女門土との対決において、バズーカによる砲撃の直撃を2発受けても戦闘を止めず、3発目が顔面に直撃して、ようやく倒れた。
しかし、最終決戦の際には蘇っている。
マシラのヒョーロク
早乙女門土の手下。門土と地獄との対決の際に、門土の「ヒョーロク、弾」の掛け声でバズーカの弾込めを行う。

## 書籍情報
サンコミックス （朝日ソノラマ）
1. 1971年10月5日
2. 1971年11月27日
3. 1972年1月27日

サンワイドコミックス （朝日ソノラマ）
1. 1985年7月30日 ISBN 4257960469
2. 1985年8月20日 ISBN 4257960477

ヤマトコミックススペシャル （角川書店）
1. 1990年11月7日
2. 1990年12月7日

永井豪華版セレクション （メディアファクトリー）
1. 1999年5月1日 ISBN 978-4889918274
2. 1999年5月1日 ISBN 978-4889918281

復刊ドットコム
「カラー完全版」として雑誌初出時のカラーページを再現したほか、これまでの単行本ではカットされていたページや扉絵、作者へのインタビューを収録
1. 2015年2月21日 ISBN 978-4835451794
2. 2015年4月24日 ISBN 978-4835451800

イタリア語版
『Guerrilla high』のタイトルでGP Publishingからペーパーバック版が販売された。
1. ISBN 978-8832751260
2. 2010年 ISBN 978-4862372277
3. 2010年 ISBN 978-4862370693